# Kazimiera Muszałówna

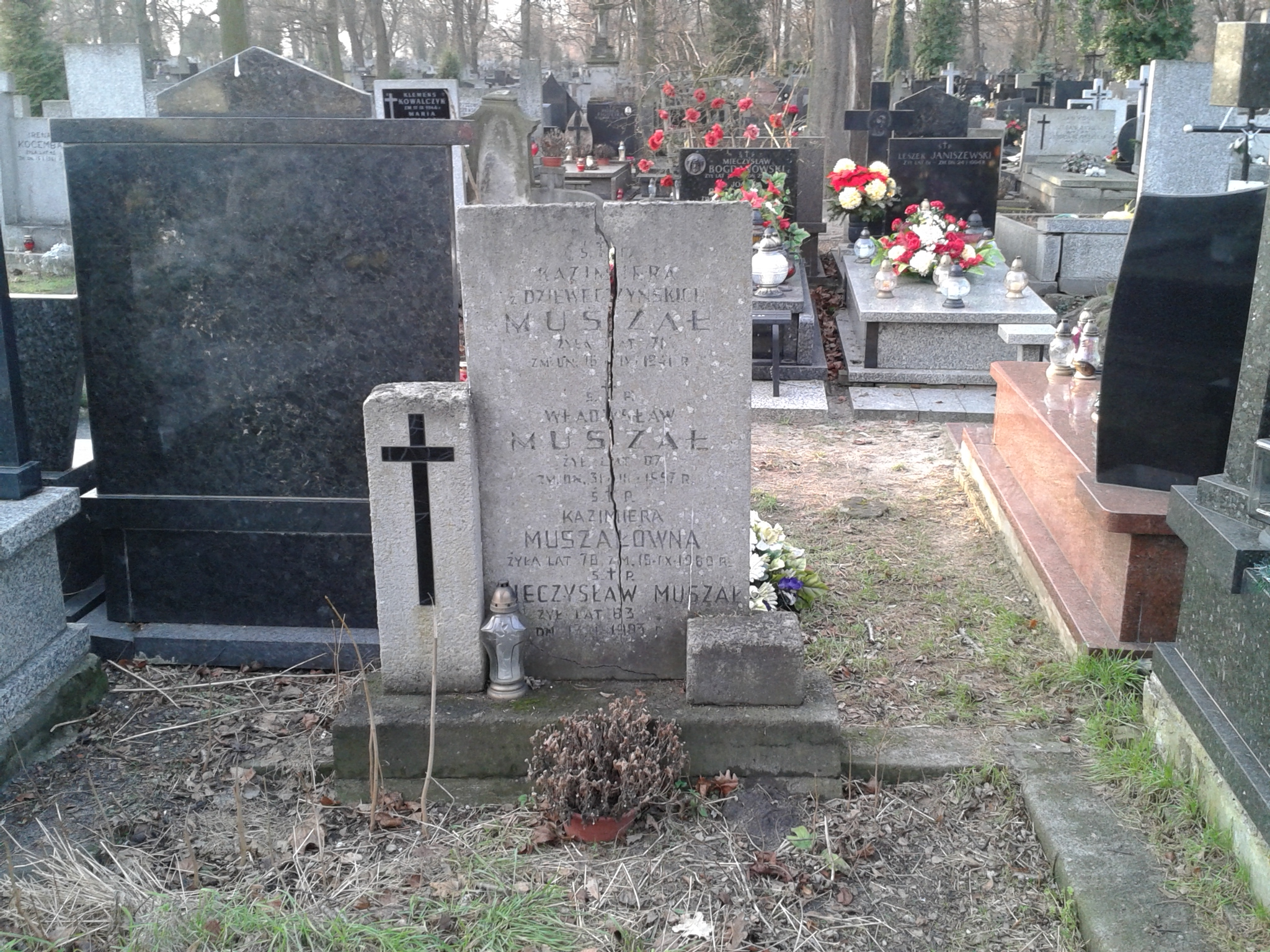
Grób Kazimiery Muszałówny na cmentarzu Bródnowskim

Kazimiera Teofila Muszałówna (ur. 5 kwietnia 1902 w Warszawie, zm. 15 września 1980 tamże) – polska publicystka, dziennikarka i działaczka sportowa. Jedna z pierwszych polskich dziennikarek sportowych.

## Życiorys
Urodziła się w rodzinie Władysława i Kazimiery z Dzieweczyńskich, od 1916 do 1920 działała w drużynie harcerskiej. Podczas wojny polsko-bolszewickiej była sanitariuszką przy 2 Brygadzie Jazdy. Po złożeniu egzaminu dojrzałości studiowała na wydziale społecznym i finansowo-ekonomicznym w warszawskiej Szkole Nauk Politycznych, a następnie podjęła pracę dziennikarki. W 1925 założyła i prowadziła do 1939 jedyną w Polsce agencję prasową zajmującą się tylko i wyłącznie tematyką sportową, była to Agencja Sportowo-Telegraficzna „Centrosport”. W 1931 została sekretarzem generalnym Rady Naukowej Wychowania Fizycznego, należała do Junactwa i Harcerstwa Polskiego, była członkiem zarządu Polskiego Związku Towarzystw Wioślarskich, Polskiego Związku Lekkoatletycznego, Polskiego Związku Narciarskiego. Należała do Związku Polskich Zawodników Sportowych, Aeroklubu Akademickiego, Syndykatu Dziennikarzy Warszawskich, Stowarzyszenia Kobiet z Wyższym Wykształceniem, Towarzystwa Przyjaciół Dzieci Ulicy, Towarzystwa Opieki nad Dziećmi przy warszawskim sądzie dla nieletnich. Wchodziła w skład członków założycieli Zespołu Literackiego Przedmieście, publikowała liczne felietony i artykuły dotyczące tematów ekonomicznych, społecznych i sportowych. Ukazywały się one w Bluszczu, Kobiecie Współczesnej, Ilustrowanym Kurierze Codziennym, Epoce, Kurierze Porannym i Starcie. Start powstał w 1927 i istniał do 1936, było to czasopismo dla kobiet, Kazimiera Muszałówna redagowała je do 1935. Jako dziennikarka uczestniczyła we wszystkich ważniejszych wydarzeniach sportowych, do historii przeszły jej bezpośrednie komentarze z olimpiady w Berlinie. Za swoje zaangażowanie społeczne została przed 1939 odznaczona Krzyżem Zasługi. Po 1945 związała się z redakcją Życia Warszawy, gdzie prowadziła dział popularnonaukowy. Ponadto tłumaczyła literaturę i prasę z języka angielskiego.
Zmarła 15 września 1980, pochowana na cmentarzu Bródnowskim (kwatera 15F-3-25/26).

## Twórczość (książki)
- „Baran-zdrajca”
- „Pod sztandarem olimpijskim”
- „Zimowi olimpijczycy”

## Ordery i odznaczenia
- Srebrny Krzyż Zasługi (19 marca 1931)[4]